# Брезно
Вижте пояснителната страница за други значения на Брезно.
Брезно (изписване до 1945 година: Брѣзно; на македонска литературна норма: Брезно; на албански: Brezna) е село в Северна Македония, в община Теарце.

## География
Селото е разположено в областта Долни Полог в източните поли на Шар.

## История
В края на XIX век Брезно е българско село в Тетовска каза на Османската империя. Според статистиката на Васил Кънчов („Македония. Етнография и статистика“) в 1900 година Брѣзно има 490 жители българи християни.
Според секретен доклад на българското консулство в Скопие цялото село през 1892 година признават Цариградската патриаршия. Според патриаршеския митрополит Фирмилиан в 1902 година в селото има 85 сръбски патриаршистки къщи. По данни на секретаря на Българската екзархия Димитър Мишев („La Macédoine et sa Population Chrétienne“) в 1905 година всичките 640 християнски жители на Брезно са българи патриаршисти сърбомани и в селото функционира сръбско училище. При избухването на Балканската война в 1912 година 12 души от Брезно са доброволци в Македоно-одринското опълчение.
Според Афанасий Селишчев в 1929 година Брезно е село в Теарска община и има 78 къщи с 506 жители българи.
Според преброяването от 2002 година Брезно има 8 жители северномакедонци.

## Личности
Родени в Брезно
- Димитър х. Димитров, български революционер от ВМОРО, четник на Михаил Чаков[8]
- Коста Търпев, деец на ВМОРО, четник на Никола Андреев[9][10]
- Тодор Младенов Чорапинов, македоно-одрински опълченец, 2 рота на 9 велешка дружина.[11] Загива на фронта през Първата световна война като младши подофицер в Българската армия[12]